# U.S. Highway 14
Der U.S. Highway 14 ist ein 2282 km langer in West-Ost-Richtung verlaufender Highway durch den mittleren Norden der Vereinigten Staaten. Er verläuft im Wesentlichen parallel zur Interstate 90  vom Yellowstone-Nationalpark nach Chicago.

## Verlauf

### Die wichtigsten Kreuzungen und Einmündungen
| Bundesstaat  | Meilen | Kilometer |
| ------------ | ------ | --------- |
| Wyoming      | 429    | 690       |
| South Dakota | 437    | 703       |
| Minnesota    | 287    | 461       |
| Wisconsin    | 200    | 322       |
| Illinois     | 66     | 106       |
| Gesamt       | 1419   | 2282      |

- US 16 / US 20 Yellowstone-Nationalpark – gemeinsamer Verlauf bis Greybull, WY (169 km)
- Interstate 90 / US 87 in Sheridan, WY
- Interstate 90 in Gillette, WY – gemeinsamer Verlauf bis Moorcroft, WY (214 km)
- Interstate 90 in Sundance, WY – gemeinsamer Verlauf
- US 85 in Spearfish, SD
- US 16 in Rapid City, SD
- Interstate 90 bei Wall, SD – Ende der gemeinsamen Strecke
- Brücke über den Missouri
- US 83 in Pierre, SD
- Interstate 29 in Brookings, SD
- US 59 bei Marshall, MN
- US 71 bei Sandborn, MN
- US 169 bei Mankato, MN
- Interstate 35 / US 218 in Owatonna, MN
- US 52 / US 63 in Rochester, MN
- US 61 in Winona, MN – gemeinsamer Verlauf
- Interstate 90 in Dakota, MN
- Brücke über den Mississippi
- US 53 in La Crosse, WI
- US 61 in Readstown, WI – Ende der gemeinsamen Strecke
- Brücke über den Wisconsin River
- US 12 / US 18 bei Madison, WI – gemeinsamer Verlauf als Umgehungsstraße
- US 151 bei Madison, WI
- US 12 / US 18 – Ende der gemeinsamen Strecke
- US 51 in Janesville, WI
- Interstate 39 / Interstate 90 in Janesville, WI
- Interstate 43 bei Darien, WI
- US 12 in Des Plaines, IL
- Interstate 294 in Des Plaines, IL
- Interstate 94 in Chicago, IL
- US 41 in Chicago, IL

### Wyoming

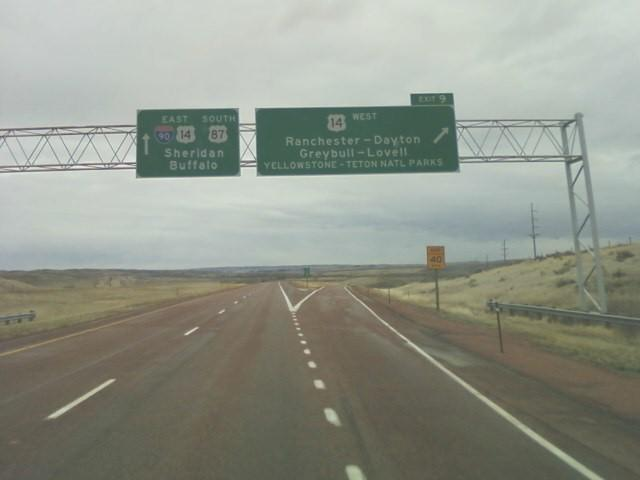
Zusammentreffen mit der Interstate 90

Der Highway beginnt am östlichen Eingang des Yellowstone-Nationalparks und verläuft zunächst auf einer gemeinsamen Route mit den U.S. Highways 16 und 20. In Cody kreuzt der WY 120, außerdem zweigt hier eine Alternativroute des US 14 nach Norden ab. Nördlich von Burlington trifft die Straße auf den WY 30 und den WY 32, bis vor Greybull der U.S. Highway 310 und der WY 789 münden. In Greybull führt eine Brücke über den Bighorn River und der US 14 verläuft nun wieder allein in östlicher Richtung. Im Bighorn National Forest vereinigt sich der Highway wieder mit der Alternativroute. In Sheridan trifft der US 14 erstmals auf die Interstate 90 sowie auf den US 87. Hinter der Stadt trifft die Straße erneut auf den US 16 und verläuft gemeinsam mit diesem nach Osten und später nach Südosten. In Gillette trifft die Straße auf den WY 50, den WY 51, den WY 59 sowie erneut auf die I 90, auf deren Trasse der US 14 fortan verläuft. Ab Moorcroft verläuft die Straße wieder allein und wendet sich nach Nordosten. Nach dem aus nördlicher Richtung einmündenden WY 24 wendet sich der Verlauf der Straße nach Südosten und erreicht nach Sundance mit der Einmündung des WY 585 wieder die I 90, auf der der Highway erneut auf der gleichen Route nach Nordosten führt. Nach der Einmündung des aus nördlicher Richtung kommenden WY 111 erreicht der Highway die Grenze Wyomings zu South Dakota.

### South Dakota
Die Straße führt nördlich und östlich um die Black Hills herum. In Spearfish mündet der aus nördlicher Richtung kommende US 85, der am Ostrand des Ortes wieder nach Süden abbiegt. Gleichfalls biegt dort eine Alternativroute von der Interstate ab. In Whitewood kreuzt der SD 34, bis die Straße Sturgis mit dem Ende der Alternativroute erreicht. Dort kreuzt erneut der SD 34, während der SD 79 ab hier auf der gleichen Trasse mit dem US 14 und der I 90 nach Südosten verläuft. In Rapid City trifft der Highway erneut auf den US 16, der hier seinen östlichen Endpunkt erreicht. Der SD 79 verlässt hier die gemeinsame Strecke. In Wall, im Norden des Badlands-Nationalparks, mündet der von Süden kommende SD 240. Hinter dem Ort endet der gemeinsame Verlauf von I 90 und US 14, der nun in östlicher Richtung den Nationalpark verlässt. Nach den Kreuzungen mit dem SD 73 und später versetzt mit dem SD 63 beginnt ein gemeinsamer Streckenabschnitt mit dem SD 34. In South Dakotas Hauptstadt Pierre überquert der Highway den Missouri. Hier trennt sich der SD 34; der US 83 mündet von Süden kommend ein, führt gemeinsam mit dem US 14 in nordöstlicher Richtung aus der Stadt heraus und biegt nach 30 km nach Norden von der gemeinsamen Strecke ab. Nach der Kreuzung mit dem SD 47 in Highmore und dem SD 45 in Miller erreicht die Straße die versetzte Kreuzung mit dem U.S. Highway 281 bei Wolsey. In Huron kreuzt der SD 37 und wird der James River überquert. In De Smet kreuzt der SD 25, bis der Highway in Arlington auf den U.S. Highway 81 trifft und diesen versetzt kreuzt. Nach dem Passieren des Brookings Regional Airport verläuft der US 14 durch Brookings als Hauptstraße und kreuzt im Osten der Stadt die Interstate 29. Nördlich von Elkton mündet von Süden kommend der SD 13, bevor der Highway South Dakota in Richtung Minnesota verlässt.

### Minnesota

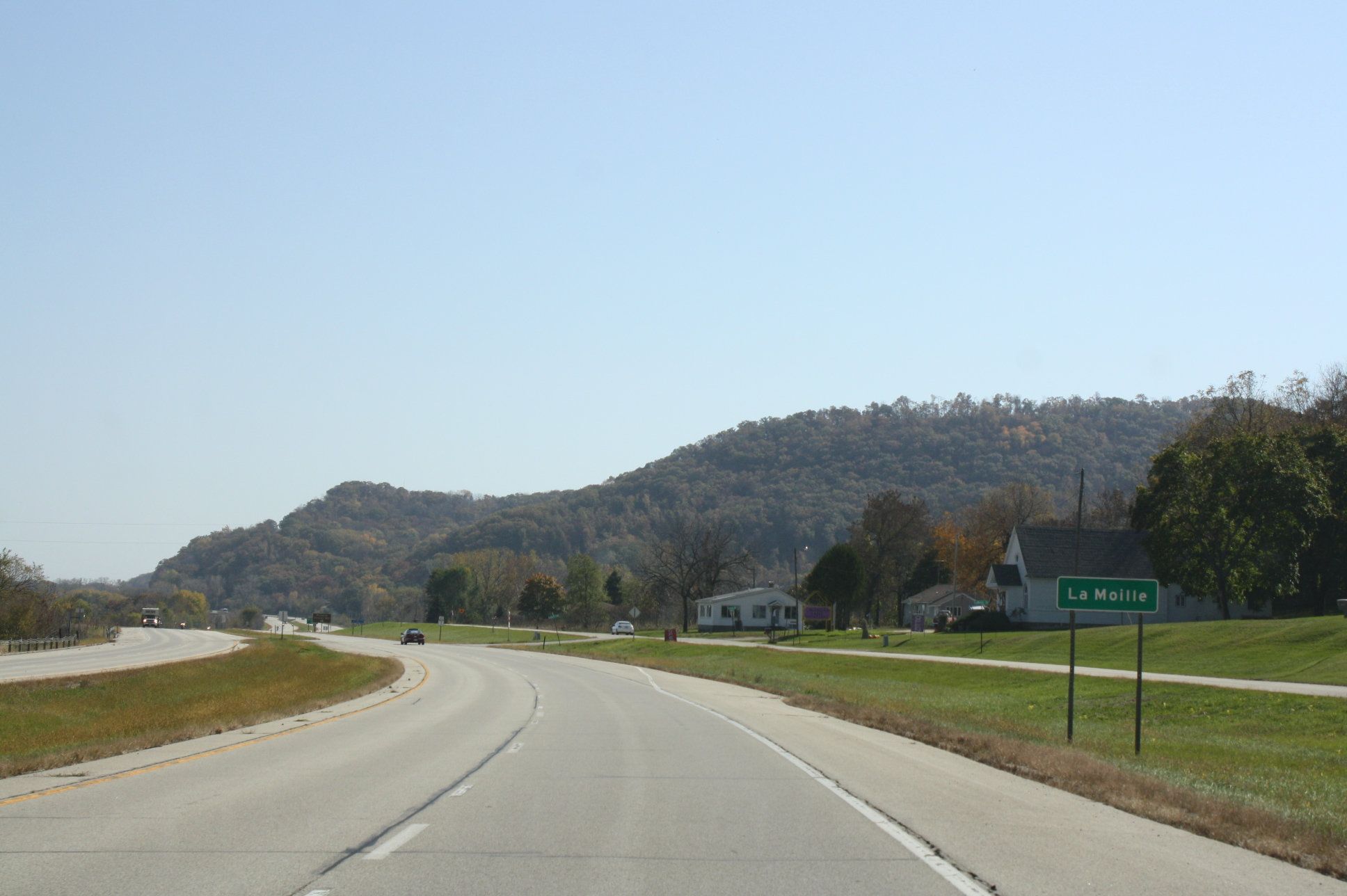
Südlich von Winona am Mississippi

In Lake Benton, das am gleichnamigen See liegt, kreuzt der U.S. Highway 75. In Florence wird die Minnesota State Route 23 überquert. Nach der Kreuzung mit der MN 91 kreuzt der Highway südlich von Marshall den US 59. Nach der Kreuzung mit dem US 71 nördlich von Sanborn trifft der US 14 hinter Springfield auf den Cottonwood River. Neben der Straße führt nun eine Eisenbahnlinie der Dakota, Minnesota and Eastern Railroad. Nach der von Süden einmündenden MN 258 mündet in Sleepy Eye von Süden der MN 4 und von Norden der MN 68 ein, mit dem gemeinsam der Highway nach Osten verläuft. In New Ulm führt der hier vierspurig ausgebaute Highway am New Ulm Municipal Airport vorbei und trifft in der Stadt auf die MN 15, während die MN 68 hier die gemeinsame Strecke verlässt. Am Ostrand der Stadt überquert der US 14 über eine Brücke den Minnesota River. Nach der Einmündung von MN 99 und MN 111 in Nicollet kreuzt in Mankato der US 169. Hier mündet die MN 60 ein und verläuft fortan gemeinsam mit dem US 14. Da der Minnesota River hier einen 90-Grad-Knick macht, überquert der US 14 diesen erneut und ist ab hier vierspurig ausgebaut. Danach kreuzt die MN 22. Hinter Eagle Lake verlässt der MN 60 die gemeinsame Strecke nach Norden. Am Stadtrand von Owatonna kreuzt die Interstate 35 und den U.S. Highway 218. Weiter östlich mündet am Rand von Dodge Center von Süden die MN 56 und in Kasson von Norden die MN 57, bis der US 14 am westlichen Stadtrand von Rochester auf den ebenfalls vierspurig ausgebaute. US 52 trifft, der als westliche und südliche Umgehungsstraße der Stadt dient. Der US 14 durchquert die Stadt und kreuzt im Zentrum den US 63. In Eyota kreuzt die MN 42 und in St. Charles die MN 74. In Winona am Mississippi trifft der US 14 auf den US 61, der die südwestliche Umgehungsstraße der Stadt bildet. Von hier an verläuft der US 14 gemeinsam mit dem US 61 entlang des Mississippi in südöstliche Richtung und sind damit Bestandteil des Minnesota-Abschnitts der Great River Road. Am Great River Bluffs State Park trifft die Route erneut auf die Interstate 90 und führt erneut rund 10 km mit dieser auf der gleichen Strecke. Nördlich von La Crescent verlässt der US 14 gemeinsam mit dem US 61 wieder die Interstate und führt als Hauptstraße durch den Ort. Hier trifft die Straße auf die von Süden kommende MN 16 und überquert den Mississippi in Richtung Wisconsin.

### Wisconsin

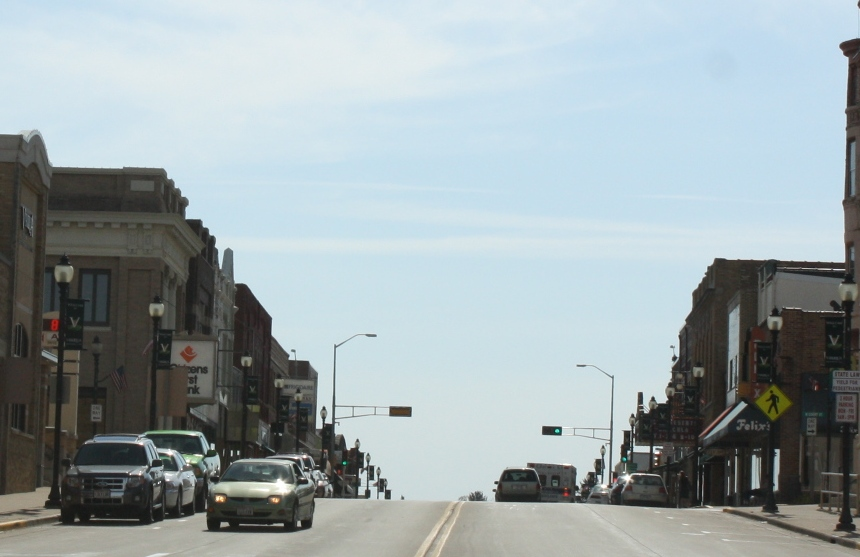
US 14 in Viroqua

Über die Mississippibrücke gelangt der US 14/61 in das Stadtgebiet von La Crosse und trifft hier auf den südlichen Endpunkt des US 53 sowie den WIS 33 und den WIS 35. Der US 14/61 verlässt die Stadt und den Mississippi in südöstlicher Richtung und kreuzt in Coon Valley den WIS 162, in Viroqua den WIS 56 und den WIS 82, bis in Readstown an der Kreuzung mit dem WIS 131 der gemeinsame Verlauf von US 14 und US 61 beendet ist. In Richland Center kreuzt der WIS 80 und nördlich von Sextonville mündet von Nordosten der WIS 58. In Gotham trifft der Highway auf den WIS 60 und verläuft nun in östlicher Richtung parallel zum Wisconsin River gemeinsam mit dem WIS 60. In Lone Rock kreuzt der WIS 130, der den Fluss überquert. In Spring Green verlässt der US 14 die gemeinsame Strecke mit dem WIS 60 und wechselt das Flussufer. In Mazomanie trifft der Highway auf den WIS 19 und den WIS 78. Gleichzeitig biegt die Straße nun nach Südosten ab und verlässt den Wisconsin River. In Middleton trifft der US 14 auf den US 12 und bildet mit diesem und den später noch hinzukommenden US 18 und 151 die westliche und südwestliche Umgehungsstraße von Madison, der Hauptstadt von Wisconsin. Der US 14 verlässt die Umgehungsstraße in südlicher Richtung, trifft in Oregon auf den von Osten einmündenden WIS 138 und in Brooklyn den von Südwesten einmündenden WIS 92. In Evansville, wo der WIS 59 und der WIS 213 einmünden, wendet sich der Verlauf des US 14 nach Südosten. Nördlich von Janesville überquert der Highway den Rock River, kreuzt den US 51, den WIS 26 und die I 39/90. Am Südostrand der Stadt trifft der US 14 auf den WIS 11 und verläuft fortan gemeinsam mit diesem nach Osten. An der Einmündung des WIS 89 biegt der US 14 im rechten Winkel nach Süden ab und verlässt damit die gemeinsame Strecke mit dem WIS 11. Nördlich von Darien kreuzt die I 43. In Walworth kreuzt der WIS 67 und danach verlässt der Highway Wisconsin in südlicher Richtung nach Illinois.

### Illinois
Der Highway tritt in das McHenry County ein, das schon zur Metropolregion Chicago gehört. In Harvard, wo von Westen die Illinois State Route 173 und von Süden die IL 23 einmünden, wendet sich der Verlauf wieder nach Südosten. In Woodstock trifft der US 14 auf die IL 47 und die IL 120. In Crystal Lake kreuzen nacheinander der IL 176 und der IL 31. Die Straße verläuft nun neben einer Linie der Union Pacific Northwest Line der METRA, dem S-Bahn-System von Chicago. Hinter Cary überquert der Highway den Fox River. In Barrington kreuzt die IL 59. Nach der Kreuzung mit der IL 68 verlässt der Highway in Palatine die S-Bahnstrecke und beschreibt nach Norden einen Bogen, um danach wieder neben der Strecke zu verlaufen. Kurz danach unterquert der US 14 die IL 53 und durchquert Arlington Heights. In Mount Prospect kreuzt der US 14 die IL 83 und überquert danach die IL 58. In Des Plaines kreuzt der US 45. Danach führt eine Brücke über den Des Plaines River und eine Unterführung unter die I 294. In Chicago kreuzt die I 94 und an der Einmündung in den US 41, unweit des Michigansees, ist der östliche Endpunkt des Highways erreicht.